# Malagassiërs
De Malagassiërs (Malagassisch: Foko Malagasy, Frans: Malgache) zijn de inheemse bevolkingsgroep die het grootste deel van de populatie van Madagaskar vormen.
De Malagassische bevolking bestaat uit twee geografisch gescheiden groepen, de hooglanders op het centrale plateau en de kustbewoners. Elke groep heeft zijn eigen etnische wortels die met name liggen in Zuidoost-Azië, Oost-Afrika en het Arabisch Schiereiland. In de loop der eeuwen hebben de eilandbewoners veel gebruiken van elkaar overgenomen. Dankzij de geïsoleerde ligging van Madagaskar is een groot deel van deze unieke mengeling van culturen nog intact.

## Geschiedenis
De Malagassiërs worden onderverdeeld in twee geografische groepen: de hooglanders op het centrale plateau van Madagaskar (de Merina, de Sihanaka, de Betsileo en de Zafimaniry) en de kustbewoners, ook wel bekend als côtiers. Deze scheiding vindt haar oorsprong in de geschiedenis, beide groepen hebben een eigen etnische achtergrond.

### Immigratie in Madagaskar

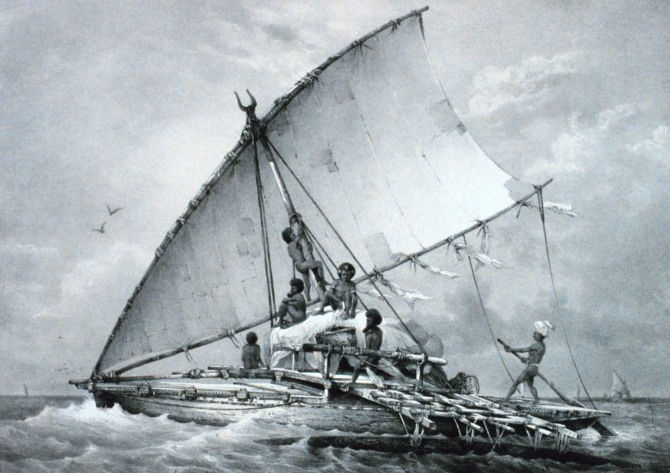
Typische 'uitleggerkano' die de Dajaks gebruikten bij hun emigratie naar Madagaskar

De hooglanders stammen af van Dajaks uit Borneo en andere Zuidoost-Aziaten, die voor hun tocht naar Madagaskar meer dan 6000 kilometer over de Indische Oceaan moesten afleggen. Wanneer zij op Madagaskar aankwamen is niet duidelijk. De meeste geleerden schatten dit tijdstip ergens in de 2e of de 3e eeuw, maar er zijn er ook die denken dat het al in de 1e eeuw was. De Zuidoost-Aziaten vestigden zich in de centrale hooglanden, waar ze rijstvelden aanlegden met behulp van rijst die ze vanuit hun thuislanden hadden meegenomen. Na verloop van tijd richtten ze er verschillende koninkrijken op. In de legendes van de Malagassiërs worden deze eerste bewoners van Madagaskars centrale hooglanden de Vazimba genoemd. De periode van deze eerste immigratie duurde waarschijnlijk voort tot in de 10e eeuw.
De tegenwoordige kustbewoners zijn van oorsprong waarschijnlijk voornamelijk Bantoevolken uit Oost-Afrika, misschien vermengd met Zuidoost-Aziaten die via Oost-Afrika op de westkust van Madagaskar aankwamen. De zeereis die de Oost-Afrikanen maakten, was met een lengte van ongeveer 380 kilometer aanmerkelijk korter dan die van de Zuidoost-Aziaten. Vanaf wanneer ze arriveerden is onbekend, maar in ieder geval nadat de Vazimba hun koninkrijken hadden gesticht. In Malagassische legendes heten de eerste kustbewoners de Vezo, een naam die tegenwoordig ook gebruikt wordt voor een clan van de Sakalava die aan de westkust leeft. Later verspreidden de kustbewoners zich over de gehele kust van Madagaskar en richtten er hun eigen koninkrijken op. Om contact met de Vazimba te vermijden kwamen ze maar zelden in de centrale hooglanden.
Over de reis van Zuidoost-Azië naar Madagaskar bestaat een groot aantal theorieën, die in de loop der jaren naar voren zijn gebracht en waarvan vele inmiddels zijn verworpen. Hier volgen twee theorieën die nog steeds als plausibel worden beschouwd:
1. Sommige etnologen opperen dat de Zuidoost-Aziaten op hun reis naar Madagaskar lange tussenstops maakten in India, het Arabisch Schiereiland en Oost-Afrika, waar ze zich vermengden met de bevolking daar. Volgens deze theorie resulteerde dit in een mix van meerdere etnische groepen. Doordat ze op het eiland verder landinwaarts leefden, hadden de Vazimba weinig contact met de Afrikanen die later op Madagaskar arriveerden. Hierdoor hebben ze minder overeenkomsten met de Oost-Afrikanen dan de kustbewoners.[14]
2. Andere wetenschappers zijn van mening dat de reis van Zuidoost-Azië naar Madagaskar in een keer is afgelegd. Onderzoek heeft aangetoond dat gunstige stromingen in westelijke richting dit heel goed mogelijk maakten. De Zuidoost-Aziaten beschikten waarschijnlijk over vernuftig vervaardigde kano's met langsdrijvers (uitleggerkano's), voorzien van een driehoekig zeil en een roer. Later zou vermenging met Afrikanen die na hen op Madagaskar arriveerden ervoor gezorgd hebben dat de eerste bewoners hun karakteristieke uiterlijk kregen, waarschijnlijk nog voordat de Vazimba de hooglanden introkken.[14]

### Kustbewoners

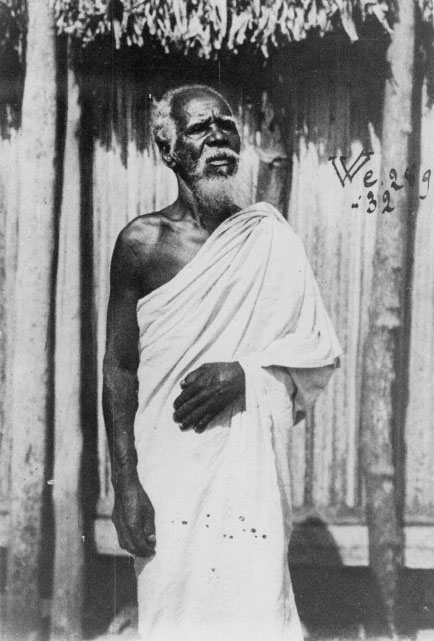
De Antambahoaka hebben hun wortels in Oost-Afrika en Arabië.

Tussen de 10e en 16e eeuw arriveerden andere nationaliteiten aan de kust van Madagaskar, zoals Portugezen, Perzen, Arabische Omanieten en Indiërs. Sommigen vestigden zich permanent in Madagaskar, waar ze zich mengden onder de inheemse kustbewoners. Arabische handelaren introduceerden de islam en diverse oosterse gebruiken. Met name de Antaimoro en de Antambahoaka hebben hun wortels bij deze Arabieren.
In de 17e eeuw groeide het Menabekoninkrijk van de Sakalava uit tot het grootste koninkrijk van Madagaskar. In het midden van deze eeuw werd de Menabe-prins Andriamandresiarivo door zijn moeder verbannen nadat hij zijn oom had gedood. Hij trok met zijn slaven en soldaten naar het zuidoosten van Madagaskar en stichtte daar het Antaisakakoninkrijk, wat vervolgens uitgroeide tot het op drie na grootste koninkrijk in die tijd. Ondertussen bouwden de Sakalava een handelsimperium op in slaven en goederen en deden zaken met handelaren uit allerlei delen van de wereld. De Sakalava behielden het monopolie in de handel tot in de 18e eeuw. Veel Malagassiërs weigerden de Sakalava als hun heersers te erkennen en vluchtten naar geïsoleerde of afgelegen gebieden in Madagaskar, zodat nieuwe etnische (sub)groepen ontstonden als de Antankarana en de Mikea.

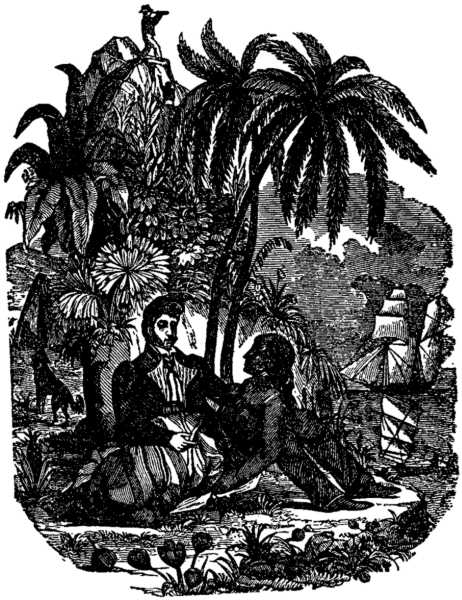
Een piraat en zijn Malagassische vrouw. Illustratie uit The Pirates Own Book door Charles Ellms (1837)

### Piraten
In 1691 stichtte de boekanier Adam Baldridge een handelscentrum op Île Sainte-Marie, een eiland net buiten de oostkust van Madagaskar. Hier voerde hij handel met de zeerovers die er aanmeerden. Île Sainte-Marie werd hierop een populaire trekpleister voor piraten. Sommigen namen het idee van Adam Baldridge over en stichtten gelijksoortige nederzettingen aan de kust. Aan het begin van de 18e eeuw was Madagaskar een broeinest van piraten geworden. Dankzij hen werden volken als de Bezanozano en de Sihanaka rijk door de handel in slaven, die ze doorverkochten aan de Merina.
In de jaren 20 vestigde de piraat James Plantain zich een paar kilometer ten noorden van Île Sainte-Marie en veroverde met behulp van zijn leger bestaande uit Malagassiërs grote delen van Madagaskar. In 1725 trouwde hij een Malagassische prinses en liet zich uitroepen tot koning van Madagaskar. James Plantains regering duurde tot 1728, toen een staatsgreep werd gepleegd en hij uit Madagaskar moest vluchten.
Na de vlucht van James Plantain bleven piraten tot het einde van de 18e eeuw het handelsmonopolie op Madagaskar behouden. Ze mengden zich met de bevolking van de oostkust en huwden er inheemse vrouwen. De grondlegger van het Betsimisarakakoninkrijk Ratsimilaho (ca. 1694 – 1750) was een zoon van een Engelse piraat en Antavaratra Rahena, een Malagassische prinses.

### Het Merinakoninkrijk
Aan het begin van de 19e eeuw waren vier inheemse koninkrijken enorm gegroeid en maakten de dienst uit in het overgrote deel van Madagaskar. Dit waren die van de Merina en de Betsileo in de hooglanden, de Sakalava in het westen en de Betsimisaraka in het oosten. De Merinakoning Radama I maakte er een begin mee om grote delen van Madagaskar te veroveren. Hij slaagde erin de andere drie koninkrijken te onderwerpen en in 1817 stichtte hij het koninkrijk Madagaskar. In de daaropvolgende jaren breidde het koninkrijk zich onder de opvolgers van Radama I steeds meer uit en kreeg het grip op vrijwel het gehele eiland. Om aan de belastingen en andere vormen van onderdrukking te ontkomen, vluchtten veel Malagassiërs naar naburige eilanden of andere moeilijk te bereiken plaatsen en mengden zich daar met de aanwezige volken. De invloed van de Merina liet zich gelden bij veel andere volken. Verschillende rituelen en andere gebruiken van de Merina werden door hen in de loop der jaren overgenomen.
Radama I en andere monarchen streefden naar modernisering en waren derhalve geïnteresseerd in de westerse cultuur. Er werden contacten met Frankrijk en Groot-Brittannië gelegd en Britse missionarissen werden in 1820 naar Madagaskar gehaald om het onderwijs te verbeteren. Radama's opvolgster Ranavalona I sloot de grenzen voor de Europeanen en verbood in 1835 het christendom. Na haar dood in 1861 besteeg haar liberale zoon Radama II de troon. Hij herstelde de godsdienstvrijheid en de verbroken banden met Europa. Uiteindelijk werd het christendom in 1869 de officiële religie van het koninkrijk Madagaskar.

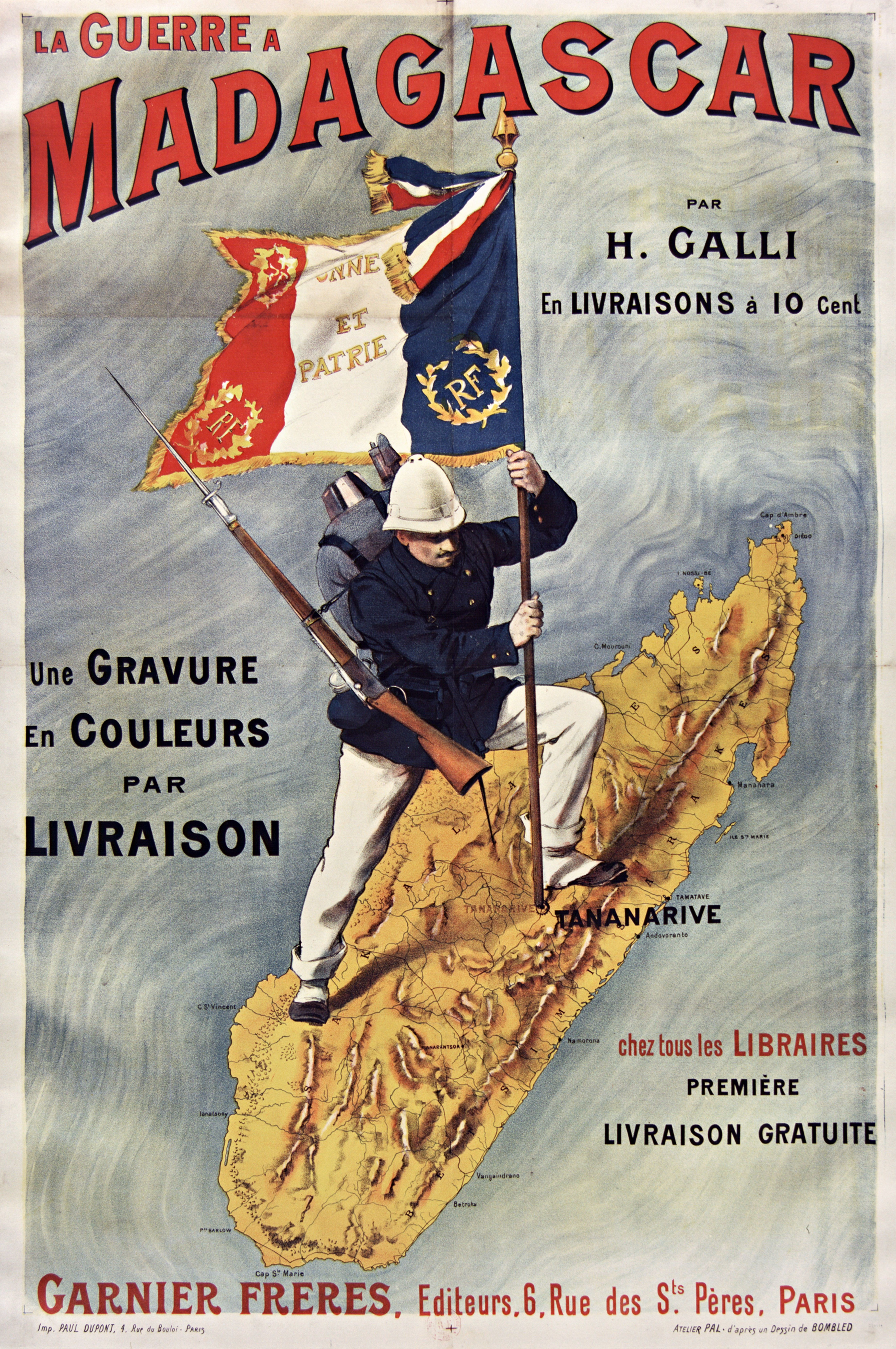
Affiche van de overwinning van Frankrijk op Madagaskar

Geleidelijk aan begon Frankrijk zich steeds meer te bemoeien met de wijze waarop de Merina het land bestuurden. In 1894 eiste Frankrijk dat koningin Ranavalona III zou aftreden. Dit werd geweigerd, waarop Frankrijk Madagaskar de oorlog verklaarde. Madagaskar werd op 30 september 1895 ingenomen en werd in 1896 een kolonie van Frankrijk. Hiermee hield het koninkrijk Madagaskar op te bestaan.

### De Franse kolonisatie en volgende jaren
In de jaren van de Franse kolonisatie trokken veel Franse ingenieurs naar Madagaskar en verbeterden er de infrastructuur. Hiervoor gebruikten ze goedkope contractarbeiders die ze uit China, India en Italië over lieten komen. Veel van deze arbeiders vestigden zich er permanent. De verbeteringen die Frankrijk aanbracht in de infrastructuur, het onderwijs en andere zaken wogen echter niet op tegen het verlangen naar vrijheid van de Malagassiërs. Dit was vooral het geval bij de kustbewoners; zij verdachten de Fransen ervan dat ze de hooglanders meer vrijheid en invloed gaven. Tijdens de Eerste Wereldoorlog legde Frankrijk Malagassische mannen de dienstplicht op, waarop de drang van onafhankelijkheid nog meer groeide. Overal in Madagaskar ontstonden tijdens de Tweede Wereldoorlog rellen als de Malagassiërs alweer voor Frankrijk moesten opdraven, deze keer door hen dwangarbeid op te leggen om zo het leger te kunnen bekostigen. Ook na de Tweede Wereldoorlog bleven de Malagassiërs onrustig, ze wilden meer dan ooit hun onafhankelijkheid en begonnen zich te bewapenen. In 1947 begon de Malagassische Opstand en Malagassiërs begonnen Franse kolonisten te vermoorden. Frankrijk stuurde versterkingen naar Madagaskar en tienduizenden Malagassiërs werden daarop gedood. Uiteindelijk gaf Frankrijk toe aan de vele protesten en op 20 juni 1960 werd Madagaskar een onafhankelijke republiek. Wrijvingen tussen de hooglanders en kustbewoners bestaan echter nog steeds. In de loop der jaren hebben veel kustbewoners een aversie ontwikkeld tegen de Merina en de westerse invloeden die deze in het verleden introduceerden.

## Etniciteit
Genetici hebben aangetoond dat het overgrote deel van de huidige Malagassische bevolking bestaat uit nakomelingen van de Zuidoost-Aziatische en Oost-Afrikaanse immigranten, waarbij beide voorouderlijke groepen ongeveer even groot zijn.

### Etnische groepen
De Malagassische bevolking bestaat uit een groot aantal etnische groepen, subgroepen en clans. Deze verdeling in etnische groepen is echter meer gebaseerd op de in het verleden gestichte koninkrijken en interne conflicten dan op etniciteit. Wat betreft de classificatie van deze etnische groepen en subgroepen zijn niet alle wetenschappers het derhalve met elkaar eens.
| Naam          | Geografische groep | Subgroep of clan                | Percentage | Percentage | Verspreiding en percentages |
| ------------- | ------------------ | ------------------------------- | ---------- | ---------- | --------------------------- |
| Merina        | Hooglanders        | -                               |            | 26,1%      | Verspreiding Percentages    |
| Sihanaka      | Hooglanders        | Subgroep van de Merina          |            | 2,4%       | Verspreiding Percentages    |
| Betsileo      | Hooglanders        | -                               |            | 12,0%      | Verspreiding Percentages    |
| Zafimaniry    | Hooglanders        | Subgroep van de Betsileo        |            | < 2%       | Verspreiding Percentages    |
| Betsimisaraka | Kustbewoners       | -                               |            | 14,9%      | Verspreiding Percentages    |
| Tsimihety     | Kustbewoners       | Subgroep van de Betsimisaraka   |            | 7,2%       | Verspreiding Percentages    |
| Sakalava      | Kustbewoners       | -                               |            | 5,8%       | Verspreiding Percentages    |
| Antankarana   | Kustbewoners       | Subgroep van de Sakalava        |            | < 2%       | Verspreiding Percentages    |
| Bezanozano    | Kustbewoners       | Subgroep van de Sakalava        |            | < 2%       | Verspreiding Percentages    |
| Mikea         | Kustbewoners       | Clan van de Sakalava            |            | < 2%       | Verspreiding Percentages    |
| Vezo          | Kustbewoners       | Clan van de Sakalava            |            | < 2%       | Verspreiding Percentages    |
| Antandroy     | Kustbewoners       | Samengesteld uit andere groepen |            | 5,3%       | Verspreiding Percentages    |
| Antaisaka     | Kustbewoners       | Subgroep van de Sakalava        |            | 5,0%       | Verspreiding Percentages    |
| Antambahoaka  | Kustbewoners       | Subgroep van de Antaisaka       |            | < 2%       | Verspreiding Percentages    |
| Antaifasy     | Kustbewoners       | Subgroep van de Antaisaka       |            | < 2%       | Verspreiding Percentages    |
| Zafisoro      | Kustbewoners       | Subgroep van de Antaifasy       |            | < 2%       | Verspreiding Percentages    |
| Tanala        | Kustbewoners       | Samengesteld uit andere groepen |            | 3,8%       | Verspreiding Percentages    |
| Antaimoro     | Kustbewoners       | Subgroep van de Antaisaka       |            | 3,4%       | Verspreiding Percentages    |
| Bara          | Kustbewoners       | -                               |            | 3,3%       | Verspreiding Percentages    |
| Antanosy      | Kustbewoners       | Subgroep van de Antandroy       |            | 2,3%       | Verspreiding Percentages    |
| Mahafaly      | Kustbewoners       | -                               |            | < 2%       | Verspreiding Percentages    |

Het is typisch dat de namen van een derde van deze groepen beginnen met Anta-, wat kan worden vertaald met 'De mensen van...' Dit soort namen dienen vaak om aan te geven in wat voor een gebied de betreffende groep leeft. Zo betekent Antankarana 'de mensen van de rotsen' en zijn de Antandroy 'de mensen van de doorns', een verwijzing naar het doornstruweel dat in hun leefomgeving groeit.
Volgens eigen definitie behoort een Malagassiër tot een van de inheemse etnische groepen van Madagaskar, die ze zelf Madagasikara of Malagasikara noemen. Nakomelingen van immigranten die zich na de 17e eeuw in Madagaskar vestigden vallen hier niet onder. Niet-inheemse volken zijn voornamelijk Europeanen, Indiërs, Creolen, Comoren, Chinezen en de Makoa uit Mozambique.

## Maatschappij

### Economie
Een groot deel van de bevolking van Madagaskar bestaat uit landbouwers die voornamelijk rijst verbouwen, maar ook maïs, aardappelen en groenten. Landbouwers maken daarbij gebruik van zeboes, die ze ook houden voor de melkproductie. Zeboevlees wordt echter weinig gegeten. Zeboes worden meestal alleen geslacht voor bepaalde rituelen zoals begrafenissen. Andere bronnen van inkomsten zijn voornamelijk de visserij, de mijnbouw (voornamelijk saffier, grafiet, chromiet, bauxiet en kolen) en het toerisme. De industrie van Madagaskar produceert voornamelijk zeep, bier, leer, suiker, textiel, glaswerk, papier, petroleum en verwerkte vleesproducten.
Door grootschalige ontbossing kan het eiland Madagaskar niet genoeg drinkwater en voedsel produceren voor de bevolking. Dit is de grootste oorzaak van de armoede in het land; 70% van de bevolking leeft onder de armoedegrens.

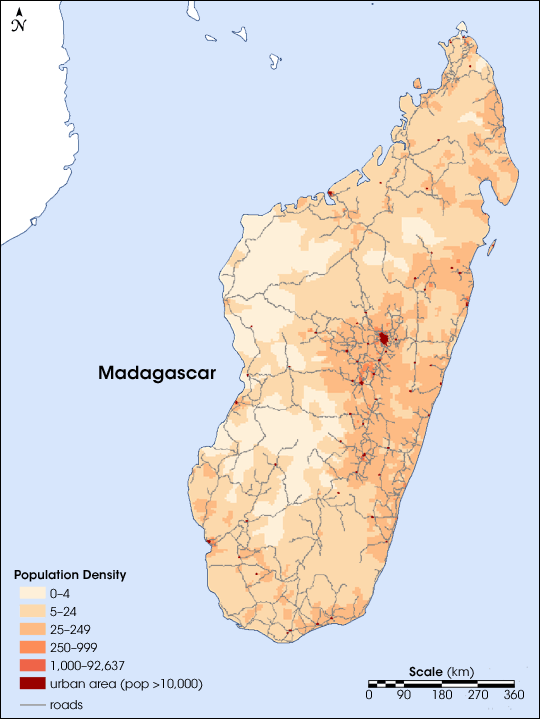
Bevolkingsdichtheid van Madagaskar in 2004

### Geografische verspreiding
De identiteit van de etnische groepen van Madagaskar wordt voor een groot deel bepaald door het gebied waar ze wonen. In het bergachtige oosten van Madagaskar leven de Betsimisaraka in het noordelijke gedeelte en verschillende kleinere etnische groepen aan de zuidzijde. De oostkust van Madagaskar werd vroeger door Europese handelslieden regelmatig bezocht. Als gevolg daarvan is de overzeese handel van oudsher een van de bestaansmiddelen van de oostelijke volken. Daarnaast leven ze van de visserij en de landbouw. Het westen van Madagaskar heeft de laagste bevolkingsdichtheid en bestaat voornamelijk uit droge loofbossen en open graslanden. De Sakalava zijn de grootste etnische groep in dit gebied, zij leven vooral van visserij en veehouderij. Het zuiden van Madagaskar is erg droog, de voornaamste begroeiing is doornstruweel en baobabs. De etnische groepen die hier leven, de Antandroy, de Antanosy en de Mahafaly, hebben derhalve een taai karakter. Zij zijn voornamelijk veehouders en landbouwers. Het uiterste noorden van Madagaskar is bergachtig en wordt door kalkstenen rotsformaties gescheiden van de rest van Madagaskar. Door deze geografische grens leven de Antankarana, een subgroep van de Sakalava, geïsoleerd van andere etnische groepen. Zij leven voornamelijk van de landbouw, visserij en veehouderij.
De Merina en de Betsileo zijn de voornaamste bewoners van de dichter bevolkte centrale hooglanden van Madagaskar. De hooglanders verschillen niet alleen van de kustbewoners door hun geschiedenis, maar ook door geografische ligging. Het landschap in de hooglanden is heel divers, uitgedoofde vulkanen en bergmassieven worden afgewisseld met heuvels en grote grasvlaktes. De hooglanders hebben zich van oudsher toegelegd op de rijstteelt en de Merina worden als de beste rijsttelers van Madagaskar beschouwd. Dankzij het succes in de rijstteelt en de rijkdommen die zijn vergaard in de dagen van het Merinakoninkrijk is de levensstandaard in de hooglanden een stuk hoger dan aan de kust.

#### Malagassische diaspora
Tijdens de Sakalava-regering zijn Malagassiërs als slaven naar alle delen van de wereld gestuurd, vooral naar het Amerikaanse continent. In Piura, een stad in de Peruaanse provincie Morropón leeft een gemeenschap van Malagassiërs die zichzelf Mangaches of Malgaches noemen. Vanaf het einde van de 19e eeuw zijn ook groepen Malagassiërs geëmigreerd naar Frankrijk. Ten slotte worden Malagassiërs ook aangetroffen in Madagaskars omliggende eilanden, zoals Mayotte, Réunion en de Comoren.

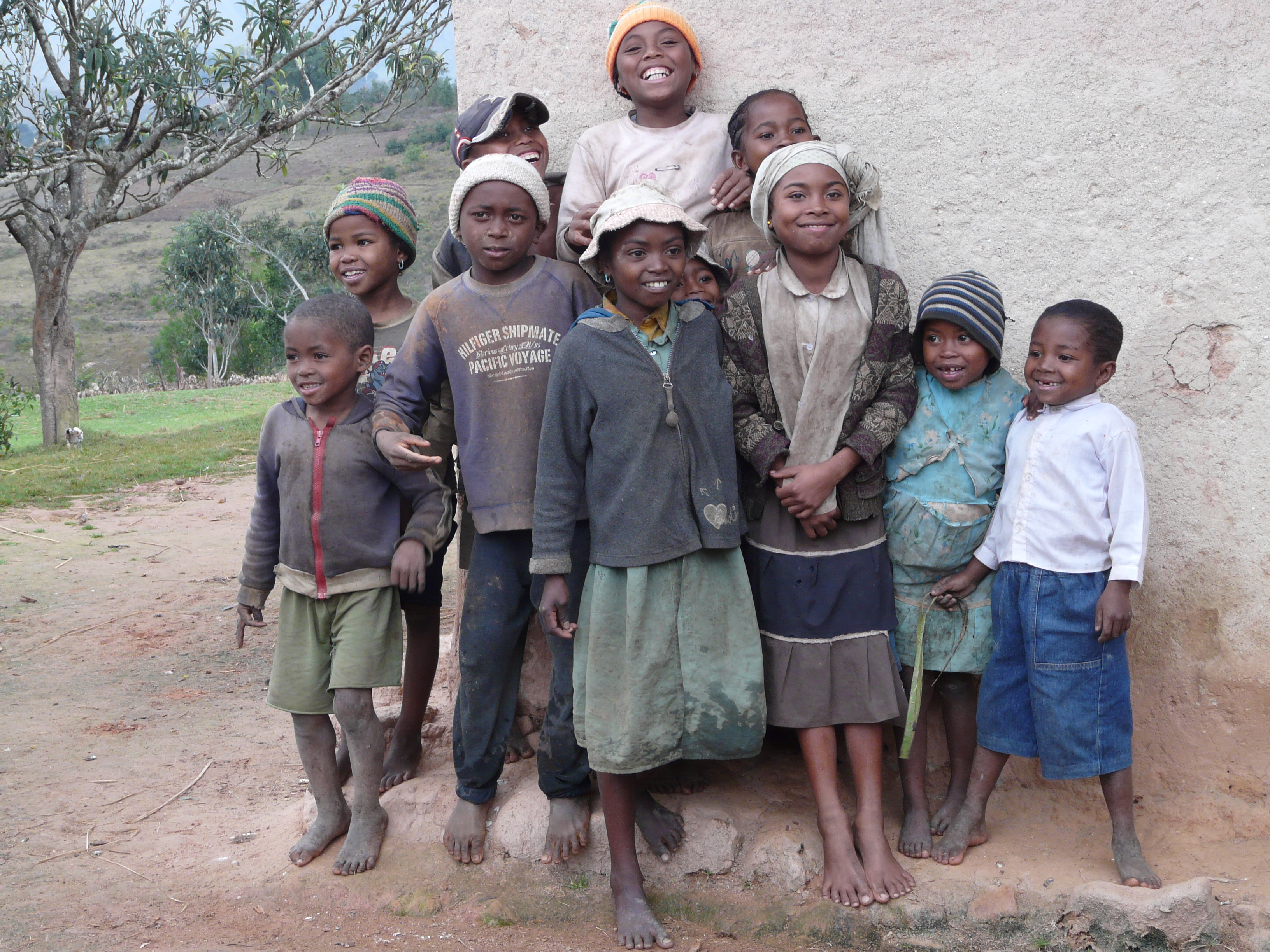
Betsileokinderen

### Samenleving
In veel dorpen in Madagaskar leven de Malagassiërs nog volgens traditionele wijze. Traditioneel kent een Malagassisch dorp een dorpshoofd dat de belangrijke beslissingen neemt en twee georganiseerde groepen voor beide sekses: de analahy amin-dray ('de broeders en de vaders') en de anakavy amin-dreny ('de zusters en de moeders'). Volwassen leden van de analahy amin-dray beleggen vergaderingen, waarin zaken die de gemeenschap betreffen worden besproken, terwijl de anakavy amin-dreny bij elkaar komen om zaken te bespreken als het dagelijks leven, onderlinge relaties en beslissingen die de mannen hebben genomen. Vergaderingen waarbij beide groepen vertegenwoordigd zijn komen zelden of nooit voor, maar er kan wel tussen beiden bemiddeld worden door het dorpshoofd, zodat onderlinge wrijvingen opgelost kunnen worden. Dit resulteert doorgaans in een hechte samenleving.
Er wordt ook grote waarde gehecht aan het in stand houden van de traditionele rites. Veel jongeren die zich hiertegen verzetten verhuizen naar de steden, zij vertegenwoordigen de voornaamste stroom van migratie binnen Madagaskar.
Een Malagassisch huishouden bestaat meestal uit een getrouwd koppel: een man en een vrouw, hun kinderen en eventueel kleinkinderen en/of pleegkinderen. Aan bejaarden wordt veel respect bewezen in de Malagassische samenleving. Zij worden bij de maaltijd het eerste bediend en krijgen het beste voedsel. Naast de levende familieleden neemt het geloof in de invloed van de overleden voorouders (razana) ook een grote plaats in het leven van een Malagassiër.
Binnen een gezin heeft elk gezinslid gewoonlijk zijn eigen taak. De kinderen krijgen al op de peuterleeftijd de opdracht om de simpele huishoudelijke taken te verrichten, zoals brandhout verzamelen en water halen. De mannen bewerken meestal het land, vissen of verdienen de kost als contractarbeider. De vrouwen zorgen voor het huishouden en de kinderen en doen de boodschappen. Daarnaast helpen ze mee op het land. Bij veel etnische groepen hebben de vrouwen specifieke taken die traditioneel niet door de man worden verricht, zoals de oogst van de rijst bij de Antaisaka.
Pasgeboren kinderen worden volgens traditie ongeveer zeven dagen binnenshuis gehouden. Na de zeven dagen wordt het kind naar buiten gedragen voor een kleine ceremonie. Het kind slaapt bij de ouders en blijft de gehele dag in hun buurt totdat het gespeend is. Na deze periode slaapt het kind bij zijn broers en zussen, die nu medeverantwoordelijk zijn voor het toezicht. Andere kinderen worden nadat ze gespeend zijn onder voogdij gesteld van hun grootouders of tantes. Andere veel voorkomende ceremonieën die betrekking hebben op de eerste kinderjaren zijn de besnijdenis bij de jongetjes en de eerste keer dat de haren worden geknipt.
De Malagassische samenleving kent een groot aantal tradities rond het huwelijk. Sommige jonge Malagassische mannen dragen een kam in het haar om aan te geven dat ze op zoek zijn naar een huwelijkspartner. Bij het huwelijk trekt de vrouw normaal gesproken in bij de familie van de man of beiden betrekken een nieuwe woning. In het verleden werden huwelijken gewoonlijk gearrangeerd om de banden tussen twee families of dorpen te verstevigen. Tegenwoordig worden zulke huwelijken in mindere mate nog steeds gesloten. Bij de Bara komen huwelijken tussen neven en nichten veel voor. De verloving wordt meestal door de grootmoeder gearrangeerd en pas na haar dood wordt het huwelijk gesloten. Het slachten van een zeboe is het voornaamste onderdeel van de huwelijksceremonie bij de Bara. De noordelijke Sakalava kennen geen ceremonie; een huwelijk wordt simpelweg gesloten doordat de vrouw bij de man intrekt. Polygamie was voorheen een teken van welstand, maar werd aan het einde van de 19e eeuw door Frankrijk verboden. Bij sommige volken, zoals de Bara, komt polygamie echter nog steeds regelmatig voor.
Echtscheiding komt erg veel voor onder Malagassiërs. Aan het einde van de 18e eeuw stelde de Merinakoning Andrianampoinimerina een wet op die het Malagassische mannen makkelijker maakte om van hun vrouw te scheiden, zodat ze in het leger konden gaan. In de loop der jaren werd echtscheiding vervolgens steeds laagdrempeliger. Redenen die tegenwoordig worden aangevoerd zijn ontrouw en verwaarlozing van de taken. Na de scheiding worden de goederen tussen beide partners gelijk verdeeld en trekken de kinderen meestal bij de moeder in. Eenoudergezinnen waarbij de kinderen bij hun vader wonen, zijn ongebruikelijk in Madagaskar.
Volgens een traditie in het zuidoosten van Madagaskar erven na het overlijden van beide ouders de zonen het onroerend goed, zoals het land en het ouderlijk huis, terwijl de dochters de inboedel van het ouderlijk huis krijgen. Dit kan resulteren in een heel oneerlijke verdeling en is tegenwoordig verboden bij de wet. Desalniettemin wordt deze traditie door veel Malagassiërs in het zuidoosten van Madagaskar nog steeds gehandhaafd.

### Onderwijs

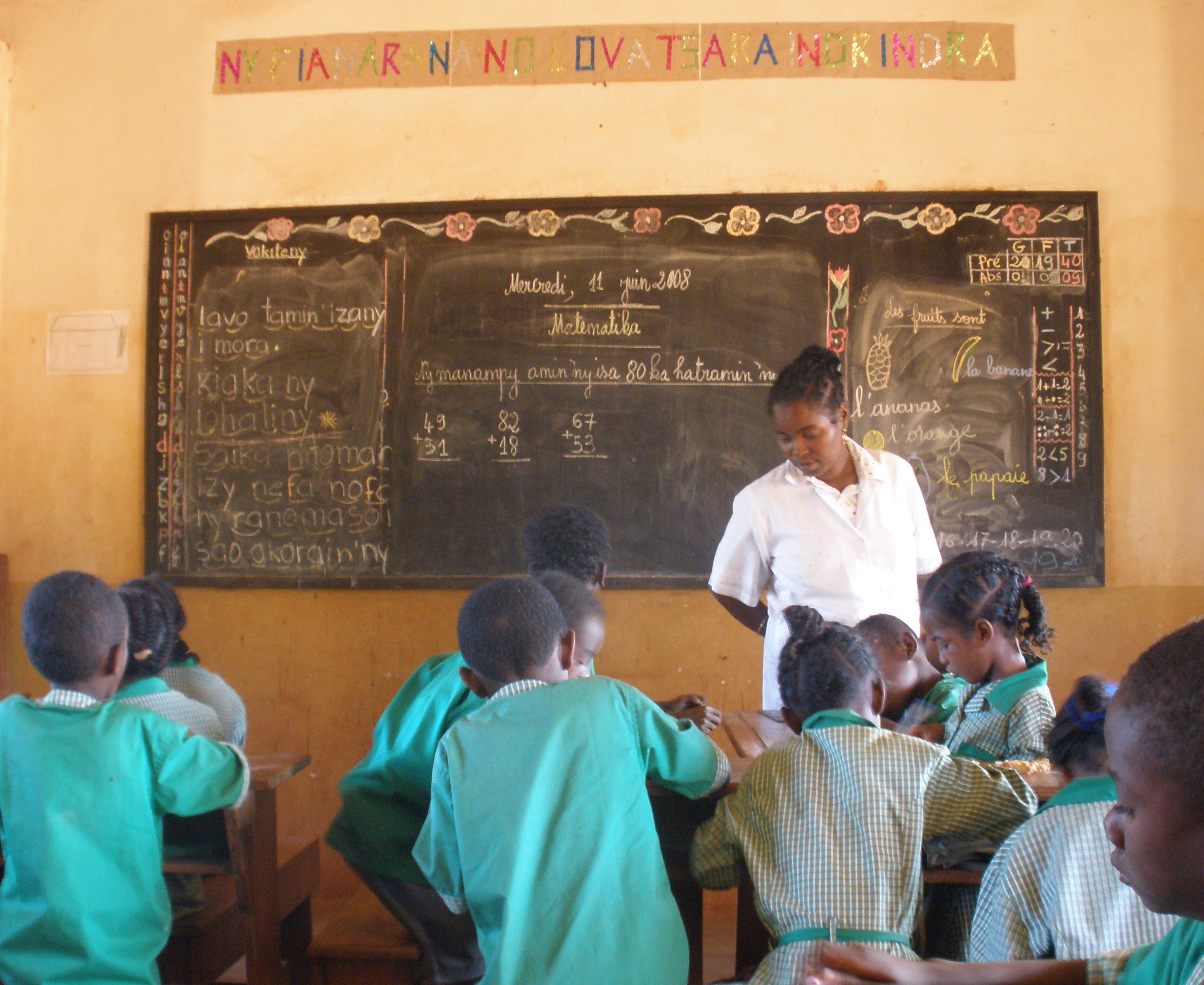
Schoolklas in Antsiranana

Malagassische kinderen worden al op jonge leeftijd onderwezen in hun plichten en zaken die verboden zijn. Bij dit onderwijs wordt ook de nadruk gelegd op het respect dat de kinderen hun ouders en de overleden voorouders moet betonen. Hierbij wordt onder andere gebruikgemaakt van legendes die verhalen, hoe ongehoorzame kinderen door hun ouders of overleden voorouders worden vervloekt. Het gedrag van een kind wordt verklaard aan de hand van vintana, het lot afhankelijk van de stand van de hemellichamen. Bij ongewenst gedrag van een kind kan de hulp van een astroloog worden ingeroepen die het vintana zal trachten te beïnvloeden.
In Madagaskar zijn kinderen leerplichtig van de leeftijd van 6 tot 14 jaar, maar in sommige dunbevolkte gebieden wordt hier niet altijd aan gehouden. Sinds de onderwijsvernieuwingen in 1972 is het alfabetisme in Madagaskar gedaald tot 20 procent in 1991. In 1966 was dit nog 72 procent. Of een Malagassiër hoger onderwijs zal volgen ligt ten dele aan het feit of dit financieel haalbaar is voor zijn ouders.

### Kasten
Tijdens de regering van het voormalige Merinakoninkrijk werd door de Merina een kastenstelsel in gebruik genomen dat drie kasten onderscheidde: de andriana (edelen), de hova (vrije mensen) en de andevo (lijfeigenen). Omliggende etnische groepen, zoals de Betsileo, namen dit kastenstelsel in hoofdlijnen over. Tijdens de Franse overheersing werd dit kastenstelsel verboden, maar het had in de tussentijd al zijn stempel gedrukt op Madagaskars maatschappij in de hooglanden. Toen het kastenstelsel nog in gebruik was, gingen de andevo bijvoorbeeld vaak echtverbintenissen aan met negerslaven die de Merina en de Sakalava uit Oost-Afrika importeerden, met als gevolg dat hun nakomelingen donkerder gekleurd zijn dan andere Malagassiërs. Hoewel de kasten niet meer bestaan, worden donkerder gekleurde Malagassiërs nog steeds vaak gediscrimineerd in de omgeving van de hoofdstad Antananarivo. Nazaten van de andriana zijn over het algemeen rijker dan de gemiddelde Malagassiër; ze krijgen het beste onderwijs en bekleden hoge functies in het land. Ook wordt er nog vaak onderscheid in deze kasten gemaakt bij de traditionele ceremoniën, zoals huwelijken en begrafenissen.

## Talen

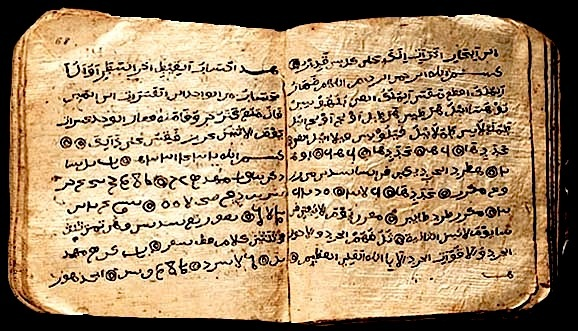
Voor de komst van de missionarissen David Jones en David Griffiths was het Sorabe het enige schrift dat de Malagassiërs kenden.

Het Malagasi is de hoofdtaal en de verschillende dialecten hiervan zijn wederzijds verstaanbaar. Het Malagasi vertoont veel overeenkomsten met het Ma'anjan uit Borneo, maar vertoont ook veel invloeden van de Bantoetalen. Het Malagasi wordt geclassificeerd als een Baritotaal, een groep binnen de Malayo-Polynesische tak van de Austronesische talen.
De officiële vorm van het Malagasi is het Merina. Deze werd voor het eerst op schrift gesteld rond het begin van de 18e eeuw. De Merinakoning Andrianampoinimerina stelde Antaimoro-geleerden aan in zijn hof die bekwaam waren in het schrijven van een Arabisch schrift. De Antaimoro gebruikten dit schrift al sinds het einde van de 15e eeuw en noemden het Sorabe, wat 'groot schrift' betekent. Dit was het enige bekende schrift in Madagaskar tot de komst van de missionarissen David Jones en David Griffiths, die een Latijns alfabet ontwikkelden voor de Malagassische taal en een groot aantal Malagassiërs leerden lezen en schrijven.
Ongeveer 20.000 islamieten in Madagaskar spreken Comorese dialecten. Door de Franse kolonisatie is ook het Frans een belangrijke taal in Madagaskar geworden, maar buiten de maatschappelijke bovenlaag (meestal de Merina) spreken de meeste Malagassiërs deze taal nauwelijks.

## Religie
Madagaskar kent een grote vrijheid van religie en Malagassiërs zijn erg tolerant ten opzichte van andere religies. In 2005 werden twee christelijke splintergroeperingen verboden, bij een wegens illegale praktijken en de andere wegens falen in het correct registreren. Dit zijn de enige gerapporteerde acties die de regering van het Republiek Madagaskar tegen religieuze groeperingen troffen.
De voornaamste religies van de Malagassiërs zijn animistische religies (ca. 52%), christelijke religies (ca. 41%) en de islam (ca. 7%). Veel Malagassiërs die zich christenen of islamieten noemen, houden echter wel vast aan de animistische gebruiken van hun voorouders. Zo is het niet ongebruikelijk dat een Malagassiër die zondagochtend naar de kerk is geweest vervolgens in de middag een offer brengt aan zijn overleden voorouders.

### Animisme
De Zuidoost-Aziaten en de Afrikanen namen van huis uit hun eigen traditionele religies mee toen ze in Madagaskar immigreerden. Dit resulteerde in een unieke mengeling van animistische religies dat typerend is voor Madagaskar. Hoofdelementen hierin zijn de verering van de razana (geesten van overleden voorouders), het beoefenen van spiritisme en astrologie en het geloof in vintana (het lot), tody (karma), hasina (heilige levenskracht) en fady (taboes). De traditionele Malagassische godenwereld kent drie oppergoden. De scheppergod Andriananahary speelt maar een kleine rol in het leven van de Malagassiërs, zij geloven dat deze god zich weinig van zijn schepping aantrekt. De andere twee goden zijn Andriamanitra, de 'Koning van de Hemel' en Zanahary, de 'Hoge God'. Naast deze hoofdelementen hebben de etnische groep ook nog kleine verschillen onderling in hun overtuigingen, rituelen, fady en geestenwereld. Zo komt de besnijdenis van jongens alleen in sommige delen van Madagaskar voor.

#### Fadyenvintana
Veel animistische religies kennen taboes, maar de fady van Madagaskar zijn wel heel uniek. De fady omvatten een groot aantal regels en gebruiken omtrent verboden handelingen. Sommige fady zijn in heel Madagaskar wijdverbreid, zoals het wijzen naar een graf. Andere fady gelden alleen in bepaalde regio's, dorpen of huisgezinnen. Westerse invloeden en de introductie van het christendom in de geschiedenis hebben het geloof in fady nauwelijks aan kracht laten inboeten; aan fady wordt nog steeds strikt de hand gehouden. De meeste Malagassiërs geloven dat het veronachtzamen van fady tot grote ongelukken als misoogsten en sterfgevallen kan leiden.
Fady zijn vaak gerelateerd aan vintana, het lot gedirigeerd door de stand van de hemellichamen. De Merina begraven hun familieleden bijvoorbeeld niet op een dinsdag, want dit zou een volgend sterfgeval veroorzaken. Bij belangrijke gebeurtenissen als een huwelijk of een begrafenis raadplegen Malagassiërs de mpanandro ('maker van de dagen'), een waarzegger die aan de hand van astrologie bepaalt wanneer bepaalde gebeurtenissen dienen plaats te vinden.

#### Razanaenfamadihana
De animistische Malagassiërs geloven dat het land Madagaskar in bezit is van de razana, de geesten van overleden voorouders. Wanneer een Malagassiër overlijdt, wordt verondersteld dat hij direct toetreedt tot het rijk van de razana. Aan de razana wordt een grote invloed op het leven van zijn familieleden en stamgenoten toegeschreven, groter nog dan toen zij nog leefden. Zo geloven de Malagassiërs dat de razana de bewakers zijn van de vintana en deze ook kunnen beïnvloeden. Malagassiërs geloven zo sterk in de invloed van de razana op alle facetten van hun leven, dat zij veel gebruiken kennen om de razana gunstig te stemmen. Zo is het gebruikelijk om na het openen van een nieuwe fles rum een plengoffer te maken in de noordoostelijke hoek van de kamer.
De begrafenisceremonie is een gewichtige gebeurtenis voor de Malagassiërs. Ze proberen tijdens de ceremonie een zo groot mogelijk respect te tonen ten opzichte van de overleden persoon, in de hoop dat deze hen gunstig gezind zal zijn. Meestal worden de doden begraven in gemeenschappelijke graftombes, kibory genaamd. Bij veel etnische groepen wordt grote aandacht besteed aan de uitvoering van de graftombes, in het bijzonder bij die van invloedrijke personen, zoals koningen en stamhoofden. "Een begraafplaats is voor eeuwig en een woning is tijdelijk", is de algemene redenatie bij de Malagassiërs. Vandaar dat graftombes over het algemeen van duurzamere materialen zijn gebouwd dan de Malagassische woningen. In het zuiden van Madagaskar worden de graftombes van de Mahafaly, de Antanosy en de Antandroy versierd met stenen zuilen, zeboehoorns en houten beeldjes (aloalo). Ook de Sakalava en de Betsileo kennen soortgelijke begraafplaatsen. De graftombes van de Merina zijn tegenwoordig westers van uiterlijk en lijken op kleine woningen. Toch zijn er ook etnische groepen die weinig aandacht aan het graf besteden. Zij begraven hun doden in een holle boom of een grot, die vervolgens wordt afgesloten met stenen en zeboehoorns. Het respect voor de razana is er bij hen echter niet minder om. Eén ding hebben al deze verschillende begraafplaatsen gemeen: de grond eromheen is heilig en het is in veel gevallen fady voor buitenstaanders om dit te betreden. Zelfs vragen naar de locatie van een graf is fady bij de Betsileo en sommige andere etnische groepen.
De Merina introduceerden het famadihana in Madagaskar: het 'omdraaien van de beenderen'. Dit feestelijk ritueel is in vrijwel heel Madagaskar in zwang gekomen en heeft als doel om de familie met de overleden persoon te herenigen. Een graftombe wordt elke zeven of tien jaar na de eerste begrafenis geopend, waarop de lijken van een nieuw doodskleed worden voorzien en opnieuw ritueel worden begraven. Soms wordt het lijk na de famadihana pas in het gemeenschappelijke familiegraf gelegd, terwijl het voorheen in een grot of een ander natuurlijk graf lag.

### Christelijke religies

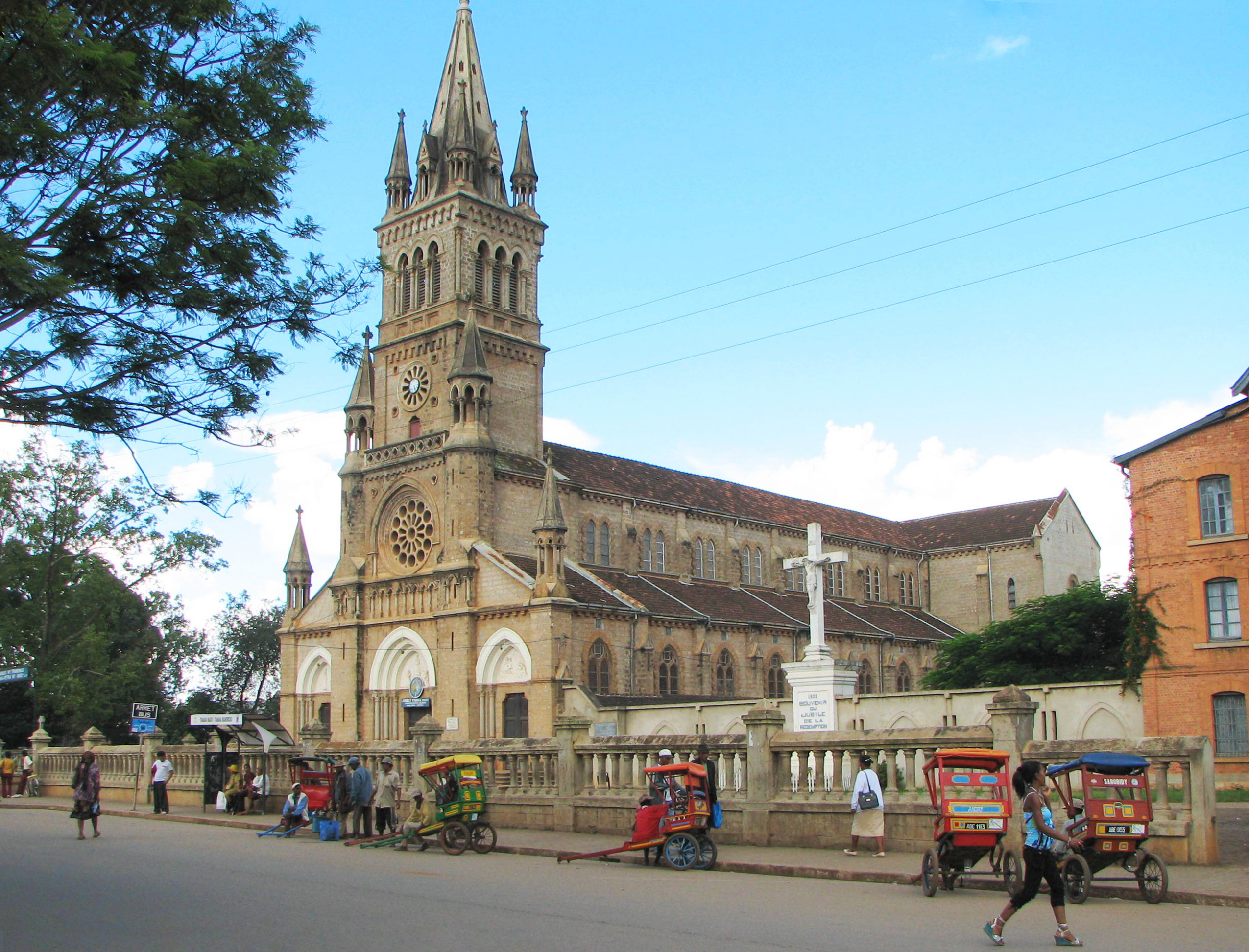
Katholieke kathedraal in Antsirabe

De Rooms-Katholieke Kerk is de voornaamste christelijke kerkgenootschap in Madagaskar, gevolgd door de gereformeerde kerk, de Lutherse kerk en de Anglicaanse Kerk. Andere christelijke stromingen zijn die van de Jehova's getuigen, de Mormonen en de Zevendedagsadventisten. Christelijke feestdagen als Pasen, Pinksteren, Hemelvaartsdag, Allerheiligen en Kerstmis zijn nationale feestdagen op Madagaskar.
Portugese, Britse en Franse missionarissen hebben vanaf de 17e eeuw de christelijke leer gepredikt bij de Malagassiërs, waar ze vooral onder de hooglanders succes boekten. Veel christelijke Malagassiërs aanbidden nog steeds de traditionele god Andriamanitra. Missionarissen die de christelijke leer predikten, zagen hoe moeilijk het de Malagassiërs viel om hun traditionele gebruiken de rug toe te keren, dus introduceerden zij Jezus Christus als het equivalent van Andriamanitra.

### Islam
Arabische handelaren die zich vestigden in Madagaskar introduceerden de islam in Madagaskar. Volken waar de islam het meest wordt beleden zijn de Antanosy (ca. 9%), de Sihanaka (ca. 8%), de Tanala (ca. 8%), de Antaimoro (ca. 7%), de Antaisaka (ca. 6%), de Merina (ca. 5%) en de Betsileo (ca. 3%). Sommige Malagassiërs, zoals veel Antambahoaka, belijden niet zozeer de islam, maar stellen wel hun vertrouwen in islamitische amuletten, zoals verzen uit de Koran. Indiërs die zich in Madagaskar vestigden introduceerden ook islamitische stromingen zoals het ismaïlisme.

### Andere religies
Naast de bovenstaande religies introduceerden Indiërs het hindoeïsme en Chinezen het Chinees volksgeloof in Madagaskar. Bovendien heeft het land een kleine Joodse populatie.

## Cultuur
Wat geldt voor de religie, geldt in dezelfde mate ook voor de cultuur van Madagaskar. Invloeden uit Zuidoost-Azië en Afrika en Madagaskars geïsoleerde ligging hebben namelijk voor een unieke cultuur gezorgd die buiten Madagaskar nergens anders te vinden is. De hooglanders en kustbewoners kenden in het verleden enorme verschillen qua cultuur, maar migraties en de heerschappijen van de Sakalava en de Merina hebben ervoor gezorgd dat veel etnische groepen traditionele gebruiken hebben overgenomen van andere volken.
Er blijven echter nog veel onderlinge verschillen. Geïsoleerde leefgebieden, zoals die van de Antankarana, hebben ertoe geleid dat sommige etnische groepen hun oeroude gebruiken intact hebben gehouden. Vervolgens heeft aversie tegen overheersende klassen bij veel etnische groepen een weerstand tegen hun gebruiken ontwikkeld, zoals bij de Antandroy tegen de Merina. Een andere belangrijke oorzaak van onderlinge verschillen is het karakter van het volk zelf. De Tsimihety bijvoorbeeld zijn over het algemeen erg nuchter ingesteld. Al hun voorwerpen zijn puur functioneel en kennen hoegenaamd geen versiering. Zaken als muziek of het vertellen van verhalen worden louter als tijdverspilling bezien.

### Keuken

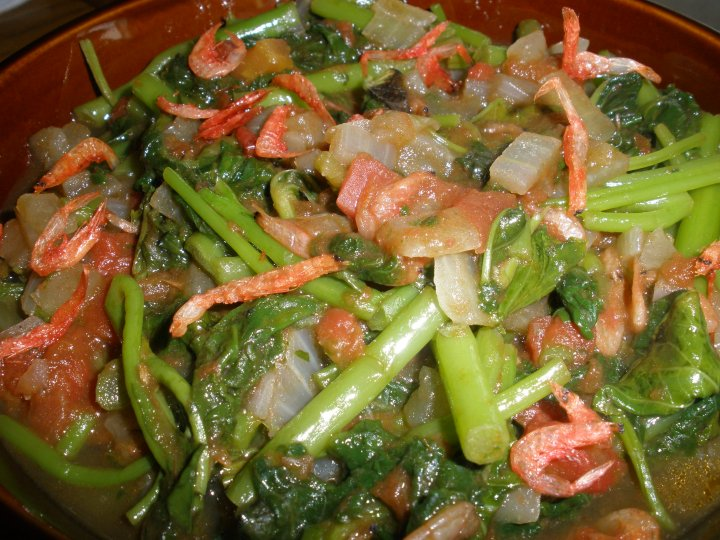
Een veel voorkomende laoka is Avimbomanga sy patsamena, gestoofd aardappelblad met garnalen.

De keuken van Madagaskar heeft zijn voornaamste invloeden uit Zuidoost-Azië en heeft rijst (vary) als hoofdbestanddeel. Bij maaltijden wordt de rijst geserveerd met laoka, het bijgerecht. De laoka kan uit verschillende ingrediënten bestaan, zoals groenten, zoete aardappelen, cassave, yams, en maïs en pinda's. Afhankelijk per regio bevat de laoka kip, vlees, vis of zeevruchten. De saus in de laoka verschilt per streek. In de hooglanden is het meestal een tomatensaus, in veel kuststreken wordt ingedikte kokosmelk als basis voor de saus gebruikt en in het droge zuiden van Madagaskar gekookte of gerookte zeboemelk. Voor de smaak wordt onder andere zout, knoflook, uien, gember, tomaten en milde curry's gebruikt. In de kuststreken gebruiken ze daarnaast ook kokosmelk en vanille.

### Muziek en podiumkunsten

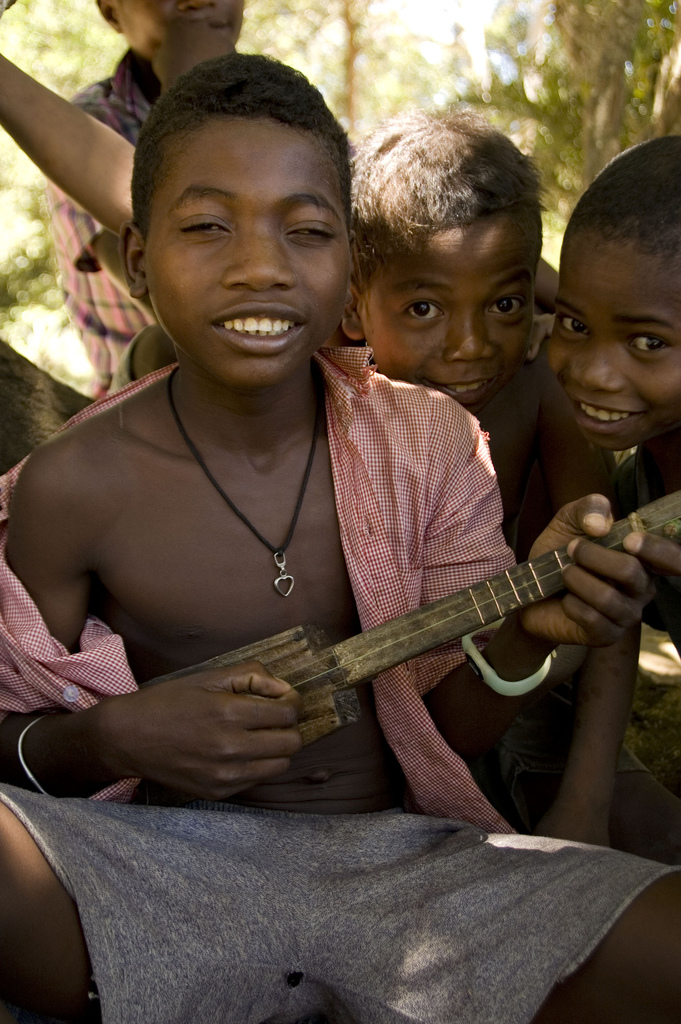
Een Antanosy-jongen bespeelt de kabosy

De kabosy, een soort mandoline, heeft zijn oorsprong in Arabië en is verder ontwikkeld door de Merina, maar wordt tegenwoordig zelfs in de zuidelijke kuststreken van Madagaskar bespeeld. Een ander veel gebruikt instrument in Madagaskar is de valiha; een cilindrische citer die zijn oorsprong vindt in het oosten van Borneo.
Een typisch voorbeeld hoe de cultuur zich heeft verspreid in Madagaskar zijn de rondtrekkende Merinamuzikanten, hiragasy genaamd. Hiragasy zijn al sinds het begin van de 19e eeuw populair in heel Madagaskar en hebben met hun muziek, dans en vertelkunst een belangrijke bijdrage geleverd aan de verspreiding van de Merinacultuur. Na de Franse kolonisatie van Madagaskar werd het westerse theater geïntroduceerd en beïnvloedde de stijl van de hiragasy. Tegenwoordig is de hiragasy-muziek nog steeds een populair muziekgenre in Madagaskar.
Een ander populair Malagassisch muziekgenre is salegy. Dit genre is vooral populair bij de kustbewoners van Madagaskar. Het heeft zijn wortels in Afrika en Arabië en werd later door de Betsimisaraka en de Tsimihety gebruikt bij hun traditionele rituelen. In de loop der tijd heeft salegy een heel eigen stijl ontwikkeld; de moderne salegy is snel, funky en zit vol energie. Typisch zijn zware bass-lijnen van elektrische basgitaren, ritmische percussie en drum, hoge gitaarriffs en zang in vraag-en-antwoordvorm. Andere instrumenten die veel worden gebruikt zijn (elektrische) accordeons en synthesizers. Op Madagaskar is salegy overal in de nachtclubs en feesten te horen en is ook buiten Madagaskar populair geworden. Eusèbe Jaojoby, een Sakalavamuzikant uit Antsirana, staat internationaal bekend als 'de koning van Salegy'. Andere belangrijke salegy-muzikanten zijn bijvoorbeeld Ninie Doniah en Vaiavy Chila. In de loop van de 20e eeuw zijn naast de traditionele muziek diverse westerse muziekgenres populair geworden, zoals rock, jazz, reggae en hip-hop.
Dansen is een erg populaire bezigheid op Madagaskar. Naast de dansen die de hiragasy in hun repertoire hebben, kennen de Malagassiërs talloze andere dansstijlen. Traditionele dansen begeleidden van oudsher diverse religieuze rites, zoals begrafenissen of de verwelkoming van een koning. De meeste Malagassiërs dansen echter ook puur als een vorm van ontspanning.
De regering van Madagaskar stichtte in 1975 het Office du Cinema Madagaskar, maar de filmindustrie van Madagaskar staat nog altijd in de kinderschoenen. De bekendste Malagassische regisseur is Raymond Rajaonarivelo, maar de meeste Malagassiërs geven de voorkeur aan westerse films, met name actie- en horrorfilms. Er is slechts een klein aantal bioscopen in Madagaskar. Drie daarvan stammen nog uit de koloniale tijd, maar deze zijn slechts sporadisch in gebruik.

### Kunstnijverheid

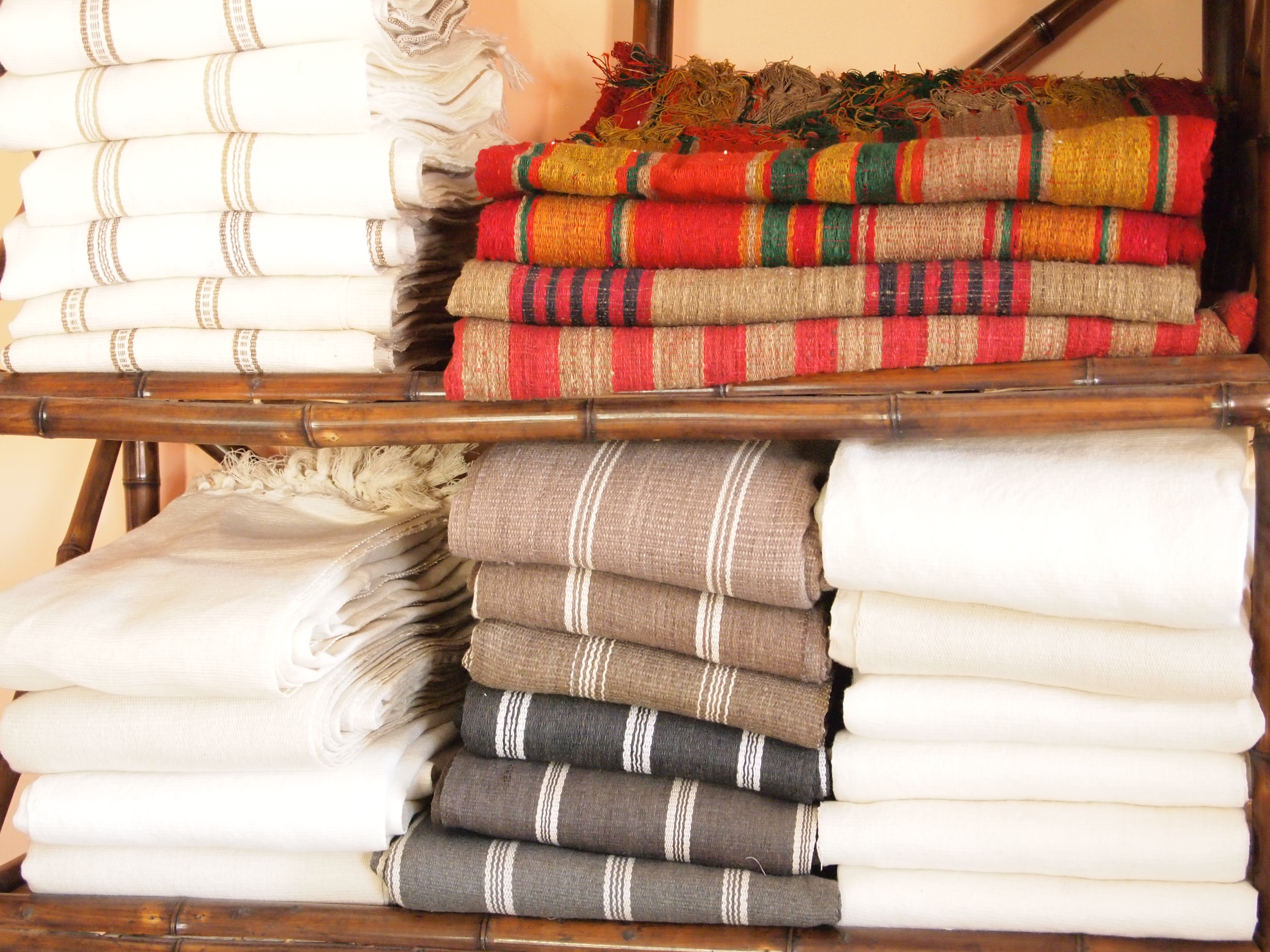
Diverse lamba's in een winkel

### Architectuur

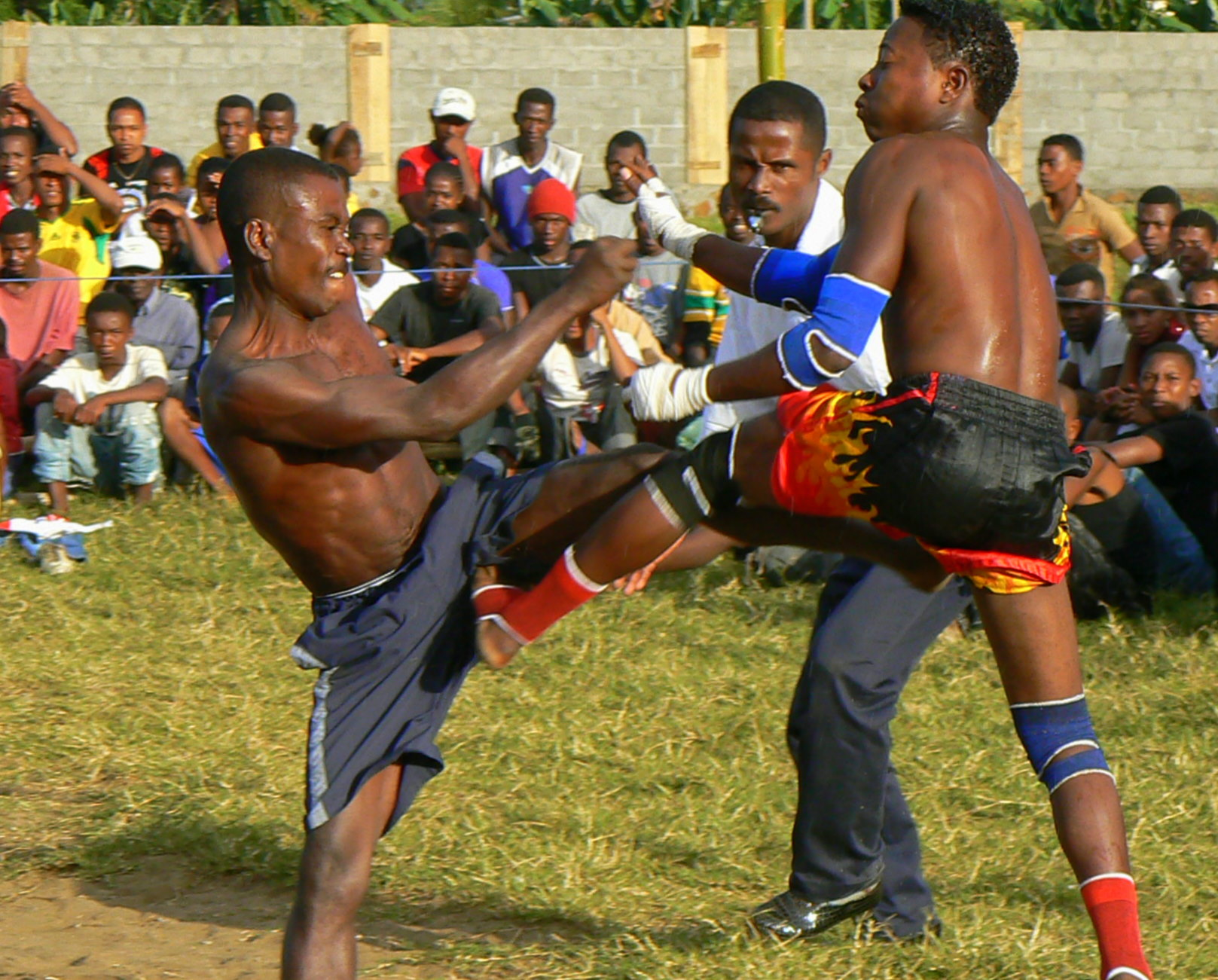
Moringue is een traditionele vechtsport op Madagaskar.